# Behaartes Knopfkraut
Das Behaarte Knopfkraut oder Behaarte Franzosenkraut (Galinsoga ciliata) ist eine Pflanzenart aus der Gattung Franzosenkräuter (Galinsoga) innerhalb der Familie der Korbblütler (Asteraceae). Im englischsprachigen Raum wird meistens das Synonym Galinsoga quadriradiata verwendet. Es gilt als häufiges „Unkraut“.

## Beschreibung

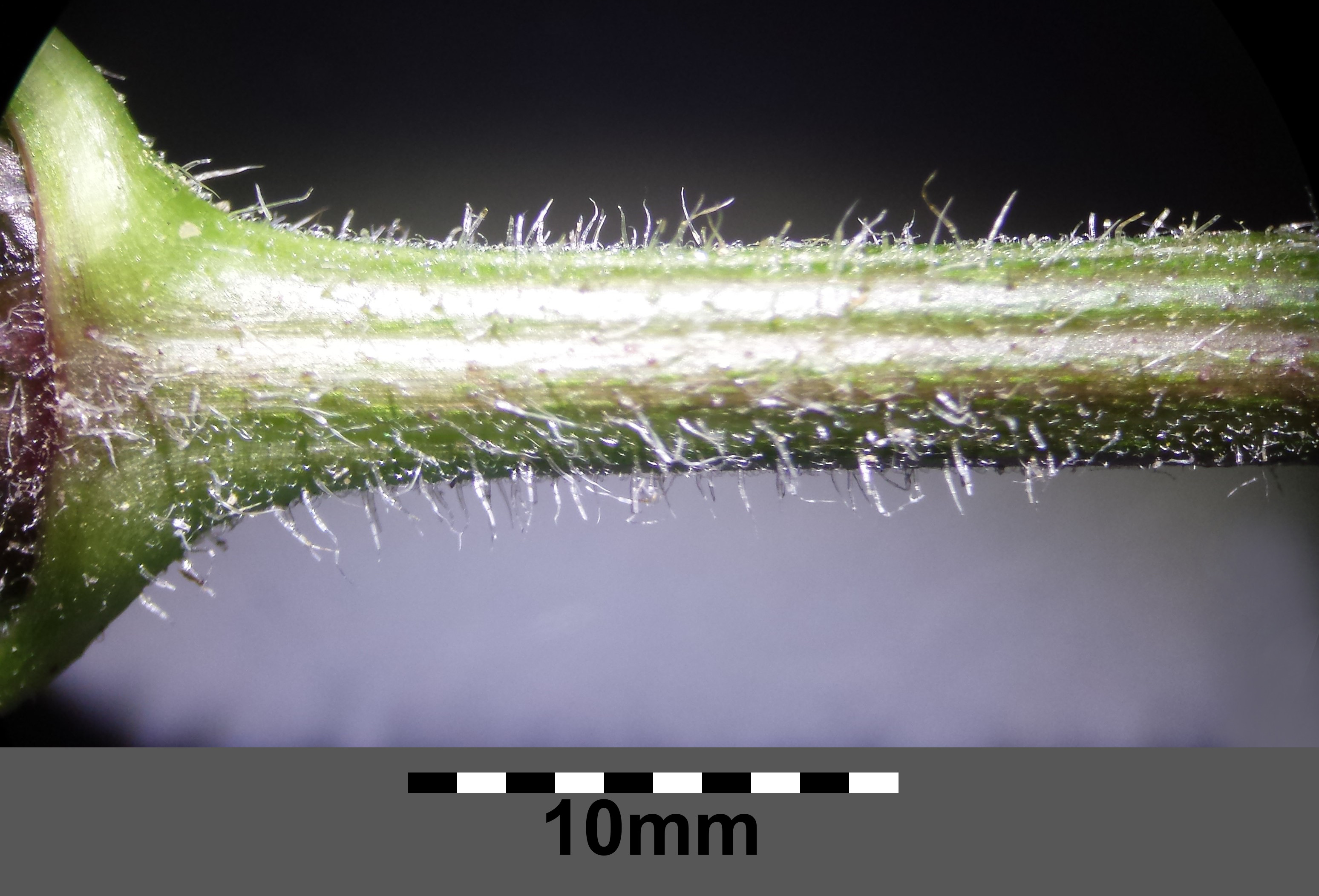
Der Stängel ist dicht behaart

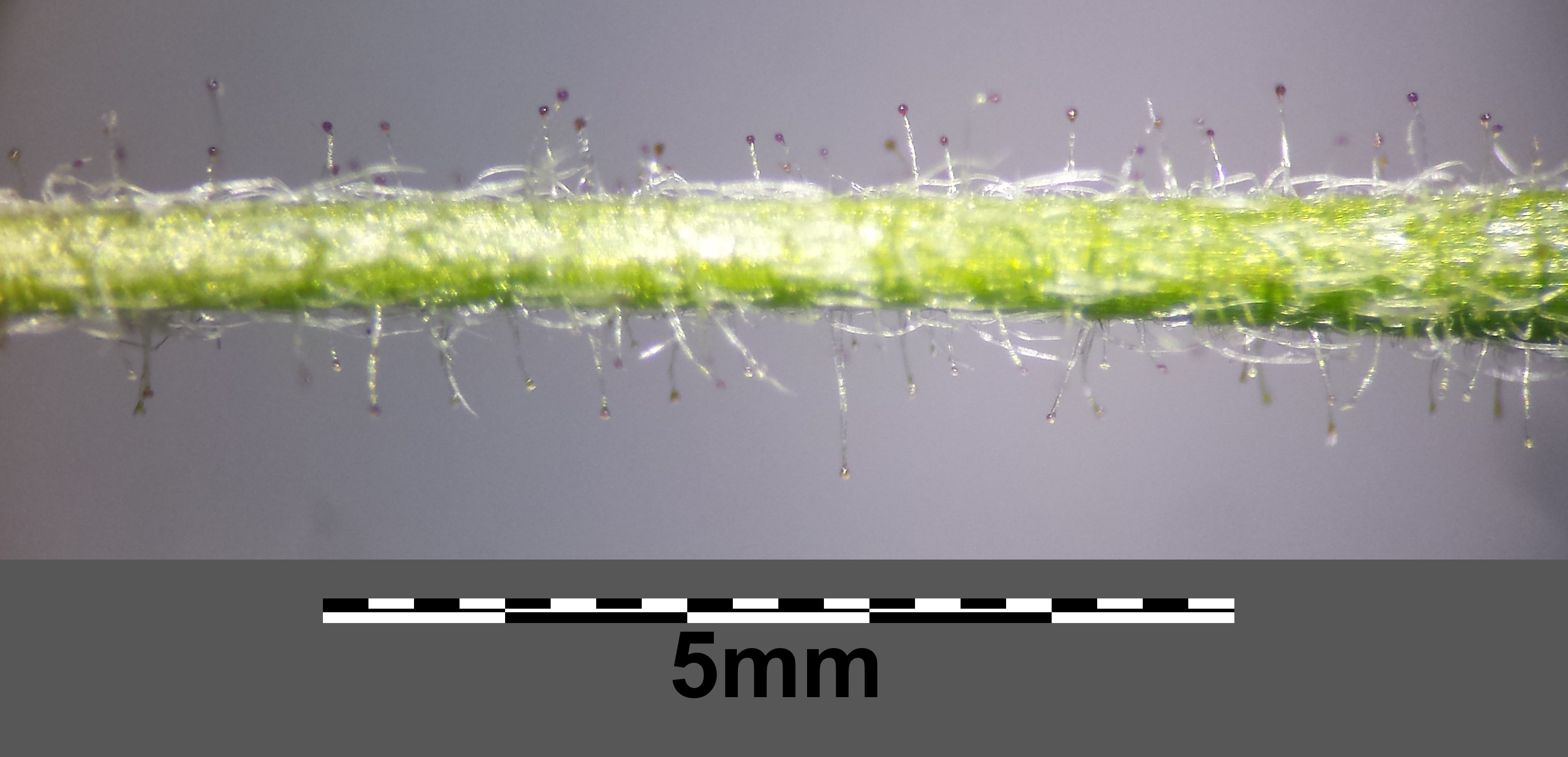
Die Korbschäfte sind dicht mit Drüsenhaaren besetzt

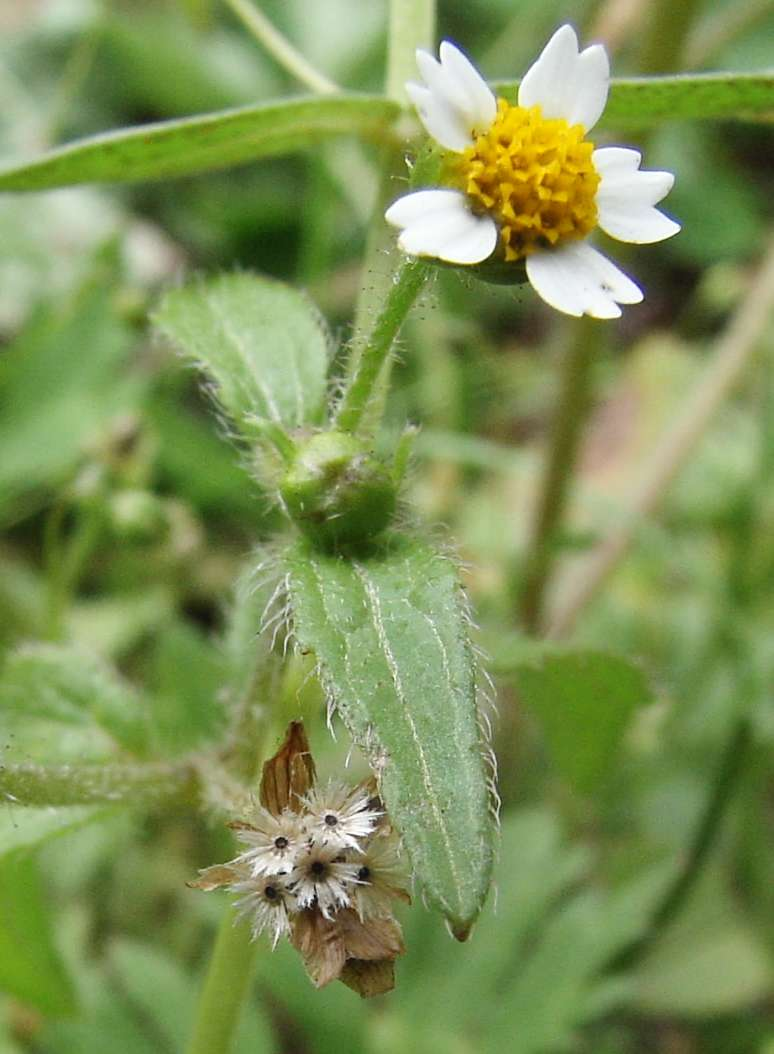
Blütenstand und Fruchtstand

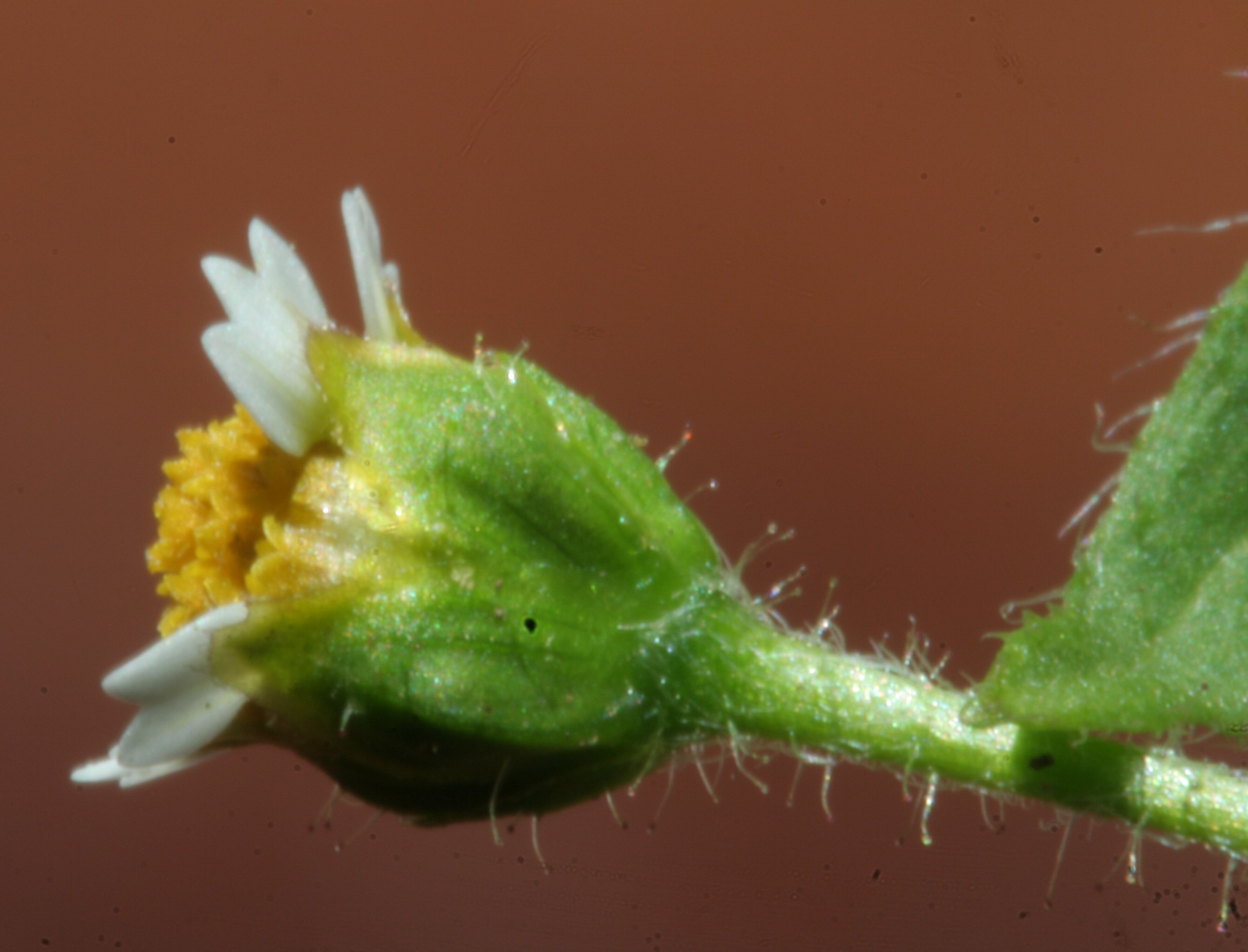
Blütenkörbchen

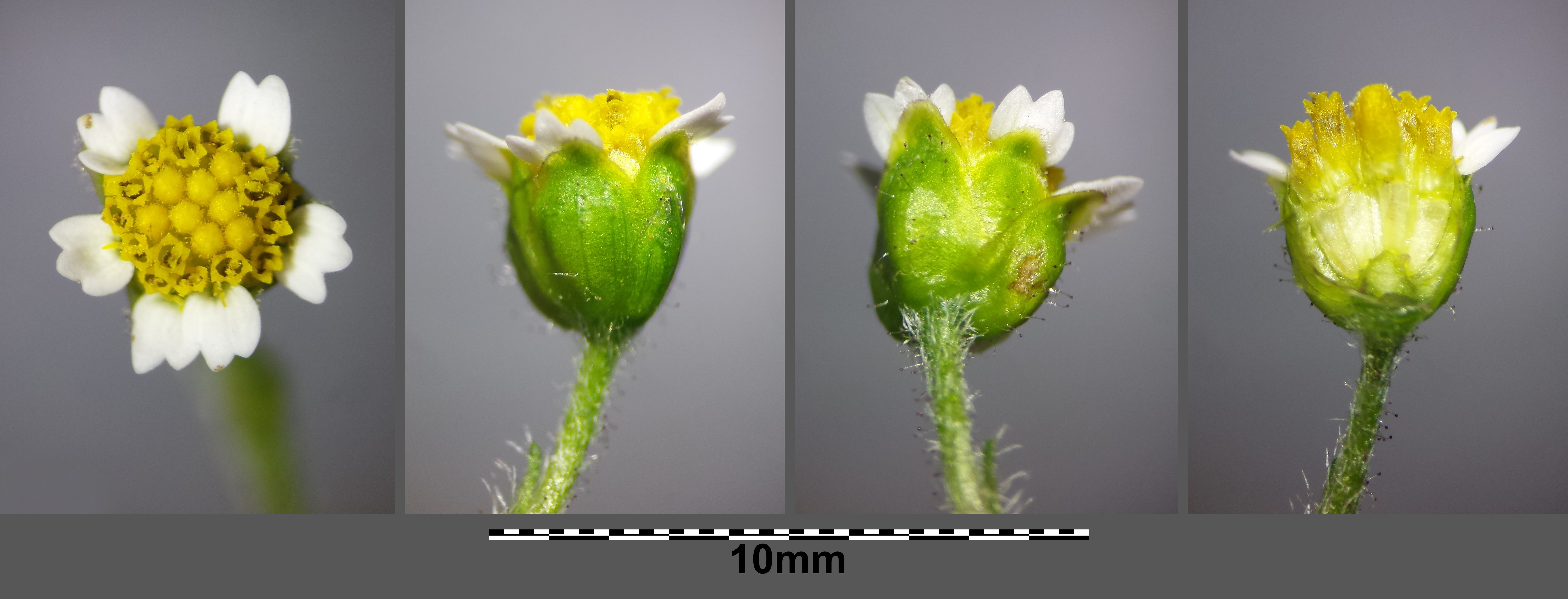
Blütenkörbchen: die Zungen der Zungenblüten sind mindestens halb so lang wie der Durchmesser der „Scheibe“

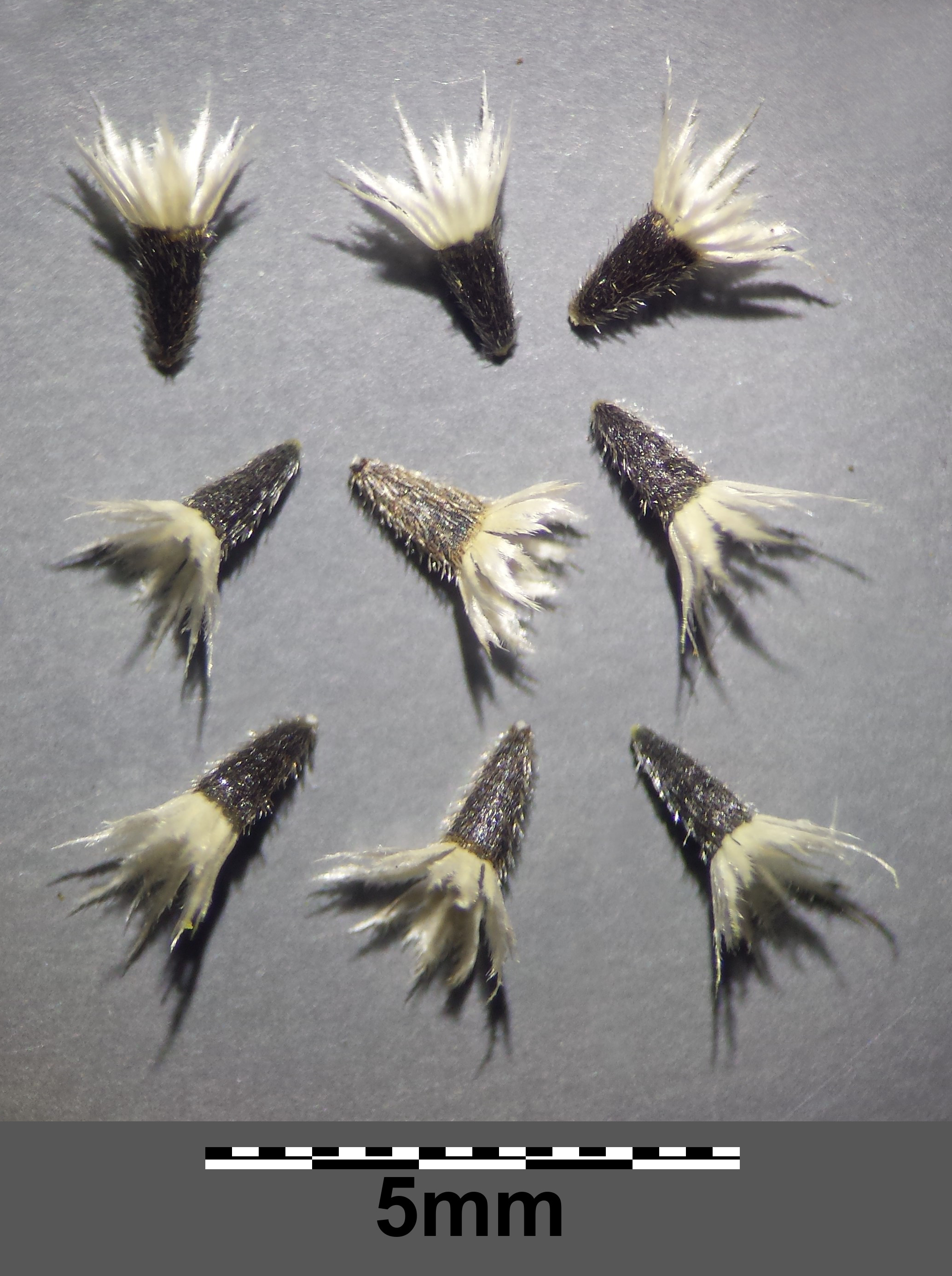
Früchte: die Pappusschuppen sind ½–⅔ so lang wie die Achäne und laufen teilweise in eine Granne aus

### Vegetative Merkmale
Das Behaarte Knopfkraut wächst als einjährige krautige Pflanze, die Wuchshöhen von meist 20 bis 80 Zentimetern erreicht, im Einzelfall können Pflanzenexemplare aber auch noch größer werden. Die Wurzel ist dünn, spindelförmig und reich verzweigt. Die Stängel sind aufrecht und meist vom Grunde an reich verzweigt. Die Stängel sind rundlich, im unteren Teil gerundet schwach vierkantig und besonders im oberen Teil abstehend borstig behaart.
Die gegenständig am Stängel angeordneten Laubblätter sind in Blattstiel und Blattspreite gegliedert. Der Blattstiel ist mehrere Zentimeter lang. Die einfache, dunkelgrüne Blattspreite ist eiförmig mit zugespitztem oberen Ende sowie grob gezähnten Blattrand und ist abstehend borstig behaart.

### Generative Merkmale
Die Blütenkörbchen haben einen Durchmesser von nur gut 5 Millimetern. Die meist vier bis fünf weißen Zungenblüten sind ungefähr halb so lang wie der Durchmesser des gelben Körbchens oder etwas länger. Sie sind etwa so breit wie lang und am Vorderrand gezähnelt.
Der Pappus der Scheibenblüten ist etwa 1/2 bis 2/3 so lang wie die Achänen. Der Pappus besteht aus 18 bis 20 weißlichen, breiten, am Rand gefransten Schuppen, die alle oder zum Teil in eine kurze Granne auslaufen.
Die Chromosomenzahl beträgt 2n = 32.

## Vorkommen
Ursprünglich stammt Galinsoga ciliata aus Mexiko.
Galinsoga ciliata ist fast weltweit ein Neophyt. In Deutschland wurde ihre Schwesterart Kleinblütiges Knopfkraut (Galinsoga parviflora) während der Zeit Napoleons aus Frankreich eingeschleppt, woher der Name Franzosenkraut rührt.
Galinsoga ciliata selbst muss nach Gerhard Wagenitz mindestens vor 1867 bei Leipzig vorgekommen sein, denn Carl Ernst Otto Kuntze beschrieb in seiner Taschen-Flora von Leipzig 1867 neu eine Galinsoga parviflora var. villosa, die offensichtlich identisch mit Galinsoga ciliata war.
Das Behaarte Knopfkraut ist ein typisches „Unkraut“. Es wächst meist an lehmigen, stickstoffreichen Standorten wie in Gärten, an Äckern oder an offenerdigen Straßenrändern. Es ist in Mitteleuropa meist überall häufig. Es gedeiht im Gegensatz zum Kleinblütigen Knopfkraut eher auf Lehmböden als auf sandigen Lehmböden. Es ist in Mitteleuropa eine Charakterart der Ordnung Polygono-Chenopodietalia, kommt aber auch in Pflanzengesellschaften des Verbands Chenopodion rubri vor. In den Allgäuer Alpen steigt sie in Bayern auf der Seealpe oberhalb Oberstdorf bis zu einer Höhenlage von 1200 Metern auf.
Die ökologischen Zeigerwerte nach Landolt et al. 2010 sind in der Schweiz: Feuchtezahl F = 3w (mäßig feucht aber mäßig wechselnd), Lichtzahl L = 4 (hell), Reaktionszahl R = 3 (schwach sauer bis neutral), Temperaturzahl T = 4 (kollin), Nährstoffzahl N = 4 (nährstoffreich), Kontinentalitätszahl K = 2 (subozeanisch).